# Sulfohemoglobinemia
Sulfohemoglobinemia es una rara condición por la cual existe un exceso de sulfohemoglobina en la sangre. La pigmentación de la hemoglobina se torna verde o azul, no puede revertirse a un estado normal y la hemoglobina pierde su correcto funcionamiento causando cianosis incluso en bajo niveles.
Esta rara condición de la sangre ocurre cuando los átomos de azufre son incorporados dentro de la molécula de hemoglobina. Cuando el ácido sulfhídrico (H2S) (o los iones de sulfuro) se combinan con los iones de hierro de la sangre, y la misma se torna incapaz de transportar oxígeno

## Causas
Las causas puede deberse a medicaciones que contengan sulfonamidas bajo ciertas condiciones (ejemplo: sobre dosis de sumatriptan).
La sulfohemoglobinemia es usualmente inducido por drogas. Las drogas asociadas incluyen acetanilida, fenacetina, nitratos, trinitrotolueno y relacionados con el azufre (principalmente sulfonamidas, sulfasalazina). Otra posible causa es la frecuente exposición a componentes sulfúricos.
Puede ser causado por la fenazopiridina.

## Pronóstico y tratamiento
La condición generalmente se resuelve con la propia generación de eritrocitos. En casos extremos puede ser necesaria transfusiones de sangre. El tratamiento médico específico es el antidótico, tiene que ser inmediato con nitritos ya sea de amilo, o de sodio, inhalado o IV respectivamente. Los nitritos son más afines a la Hb que el sulfhídrico de la hemoglobina, pasa de SHb a MetaHb, así que ponemos otro metahemoglobinizante, tales como el azul de metileno que se disociará por sí mismo. También se puede hacer exanguino-transfusión, si la concentración es demasiado elevada como para esperar a que haga efecto el antídoto.

## Manifestación
Los síntomas incluyen una coloración azulada o verdosa de la sangre, piel, y membrana mucosa. Puede no mostrar anormalidades en un conteo de sangre.

## Casos Notables
8 de junio de 2007, Los anestesista Canadienses Dr. Stephan Schwarz, Dr. Giuseppe Del Vicario, y Dr. Alana Flexman presentaron el inusual caso en The Lancet.  un paciente de 42 años de edad en Vancouver's St. Paul's Hospital después de quedarse dormido estando sentado. Fue cuando los doctores durante la operación para aliviar la presión sanguínea en sus piernas, notaron que su sangre era verde. La muestra de sangre llevada de inmediato al laboratorio mostró un cuadro de sulfohemoglobinemia causado aparentemente por sobredosis de sumatriptan.